# Moutiers-sous-Argenton
Moutiers-sous-Argenton és un municipi francès situat al departament de Deux-Sèvres i a la regió de la Nova Aquitània. L'any 2007 tenia 547 habitants.

## Demografia

### Població
El 2007 la població de fet de Moutiers-sous-Argenton era de 547 persones. Hi havia 230 famílies de les quals 68 eren unipersonals (36 homes vivint sols i 32 dones vivint soles), 87 parelles sense fills, 63 parelles amb fills i 12 famílies monoparentals amb fills.
La població ha evolucionat segons el següent gràfic:
Habitants censats

### Habitatges
El 2007 hi havia 285 habitatges, 235 eren l'habitatge principal de la família, 30 eren segones residències i 20 estaven desocupats. 280 eren cases i 4 eren apartaments. Dels 235 habitatges principals, 186 estaven ocupats pels seus propietaris, 48 estaven llogats i ocupats pels llogaters i 1 estava cedit a títol gratuït; 1 tenia una cambra, 12 en tenien dues, 34 en tenien tres, 68 en tenien quatre i 120 en tenien cinc o més. 220 habitatges disposaven pel capbaix d'una plaça de pàrquing. A 123 habitatges hi havia un automòbil i a 98 n'hi havia dos o més.

### Piràmide de població
La piràmide de població per edats i sexe el 2009 era:
| Homes | Edats   | Dones |
| ----- | ------- | ----- |
| 0     | 95 o +  | 0     |
| 0     | 90 a 94 | 0     |
| 0     | 85 a 89 | 12    |
| 4     | 80 a 84 | 4     |
| 24    | 75 a 79 | 12    |
| 12    | 70 a 74 | 20    |
| 20    | 65 a 69 | 20    |
| 20    | 60 a 64 | 8     |
| 20    | 55 a 59 | 12    |
| 12    | 50 a 54 | 16    |
| 32    | 45 a 49 | 24    |
| 16    | 40 a 44 | 16    |
| 16    | 35 a 39 | 20    |
| 24    | 30 a 34 | 20    |
| 16    | 25 a 29 | 12    |
| 8     | 20 a 24 | 12    |
| 12    | 15 a 19 | 12    |
| 20    | 10 a 14 | 28    |
| 20    | 5 a 9   | 32    |
| 16    | 0 a 4   | 8     |

## Economia
El 2007 la població en edat de treballar era de 347 persones, 255 eren actives i 92 eren inactives. De les 255 persones actives 231 estaven ocupades (137 homes i 94 dones) i 25 estaven aturades (8 homes i 17 dones). De les 92 persones inactives 39 estaven jubilades, 28 estaven estudiant i 25 estaven classificades com a «altres inactius».

### Ingressos
El 2009 a Moutiers-sous-Argenton hi havia 246 unitats fiscals que integraven 589,5 persones, la mediana anual d'ingressos fiscals per persona era de 13.695 €.

### Activitats econòmiques
Dels 18 establiments que hi havia el 2007, 1 era d'una empresa extractiva, 1 d'una empresa alimentària, 3 d'empreses de fabricació d'altres productes industrials, 1 d'una empresa de construcció, 3 d'empreses de comerç i reparació d'automòbils, 1 d'una empresa d'hostatgeria i restauració, 3 d'empreses de serveis, 2 d'entitats de l'administració pública i 3 d'empreses classificades com a «altres activitats de serveis».
Dels 5 establiments de servei als particulars que hi havia el 2009, 3 eren tallers de reparació d'automòbils i de material agrícola, 1 paleta i 1 perruqueria.
Dels 2 establiments comercials que hi havia el 2009, 1 era una botiga de menys de 120 m² i 1 una fleca.
L'any 2000 a Moutiers-sous-Argenton hi havia 51 explotacions agrícoles que ocupaven un total de 3.024 hectàrees.

## Equipaments sanitaris i escolars
El 2009 hi havia una escola elemental integrada dins d'un grup escolar amb les comunes properes formant una escola dispersa.

## Poblacions més properes
El següent diagrama mostra les poblacions més properes.